# Селимович, Энвера
Энвера Селимович — боснийская журналистка. С 2006 года была представителем Отдела общественной информации ООН в Азербайджане. При назначении на должность году её описывали как «одну из самых известных и уважаемых журналистов Боснии».

## Биография
Селимович получила диплом по политологии факультета политических наук в Сараево. После окончания института работала на Сараевском телевидении, радио «202», а затем на радио Сараево.
В 1992 году, когда началась война в Боснии, Энвера вернулась к работе на телевидении и в течение почти трех лет работала главной ведущей новостей и главным иностранным редактором Телевидения Боснии и Герцеговины. В конце 1994 года её направили на работу в Соединённые Штаты Америки в качестве главы Нью-Йоркского/Вашингтонского бюро радио и телевидения Боснии и Герцеговины.
Селимович получила стипендию для обучения в аспирантуре от американского правительства, и у неё есть степень магистра в области международной государственной политики в Школе перспективных международных исследований Пола Х. Нитце при Университете Джонса Хопкинса в Вашингтоне, округ Колумбия.
К концу 1999 года Селимович вернулась в Сараево и следующие три года работала на Телевидении Боснии и Герцеговины над шоу «Интервью». Помимо того запоминающихся эксклюзивных интервью с самыми известными на тот момент лидерами страны, региона и всего мира, она также принимала у себя многочисленных мировых интеллектуалов и философов.
В 2001 году Селимович была объявлена в Боснии журналисткой года.
В марте 2003 года она покинула Боснию и Герцеговину и переехала в Тбилиси, чтобы выполнять работу пресс-секретаря Hаблюдательной миссии ООH в Грузии. В течение следующих трех лет она отвечала за стратегические коммуникации Миссии и консультировала главу Миссии по инициативам и деятельности в области общественной информации.
В октябре 2006 года Генеральный секретарь ООН Кофи Аннан назначил Селимович представителем Отдела общественной информации ООН в Баку, Азербайджан.